# Тьяцци
Тьяцци (др.-сканд. Þjazi [ˈθjɑt͡se], иногда Тьяци) — в скандинавской мифологии ётун, отец богини охоты и езды на лыжах Скади.
Известен преимущественно по древнескандинавскому мифу о похищении Идунн и её золотых яблок, которые давали богам-асам вечную молодость. Идунн была возвращена богами, а Тьяцци убит, и его глаза боги поместили на небо, где они стали двумя звёздами. Скади же боги предложили выкуп. Миф о похищении Идун великаном Тьяцци известен по «Младшей Эдде», а также по скальдической поэме «Хаустлёнг».
В честь ётуна был назван спутник Сатурна Тьяцци.

## Упоминания в источниках

### Происхождение Тьяцци
Тьяцци был сыном некоего ётуна Эльвальди (др.-исл. Ölvaldi «Всемогущий»). Его отец был богат золотом. Братьями его были великаны Иди (др.-исл. Iði) и Ганг (др.-исл. Gangr). С Эльвальди и его сыновьями связан мифологический сюжет, объясняющий происхождение кеннинга «счёт рта» (др.-исл. munntal) для золота, поскольку сокровища великана его сыновья разделили следующим образом: набрали в свой рот столько золота, сколько поместится, и с тех пор его принято называть «речь, либо словом, либо счётом тех великанов». Тьяцци жил в Трюмхейме (др.-исл. Þrymheimr) со своей дочерью Скади.

### Тьяцци в «Младшей Эдде»
Сюжет о похищении богини Идунн великаном Тьяцци рассказывается в «Младшей Эдде» («Язык поэзии»). Однажды Один, Локи и Хёнир отправились в путь и были вынуждены искать себе пропитание. Они изловили одного быка и попытались его зажарить, но у них ничего не вышло: мясо не могло изжариться. Они стали рассуждать о том, как бы им приготовить пищу, и услышали чью-то речь на дубу прямо над ними; там сидел Тьяцци в облике орла, который сообщил, что по его воле не жарится мясо. Они договорились разделить мясо, но это не понравилось Локи, который ударил орла палкой, и тот взлетел вместе с Локи. Он заключает сделку с Тьяцци: получить свободу в обмен на клятву выманить Идунн с её яблоками.

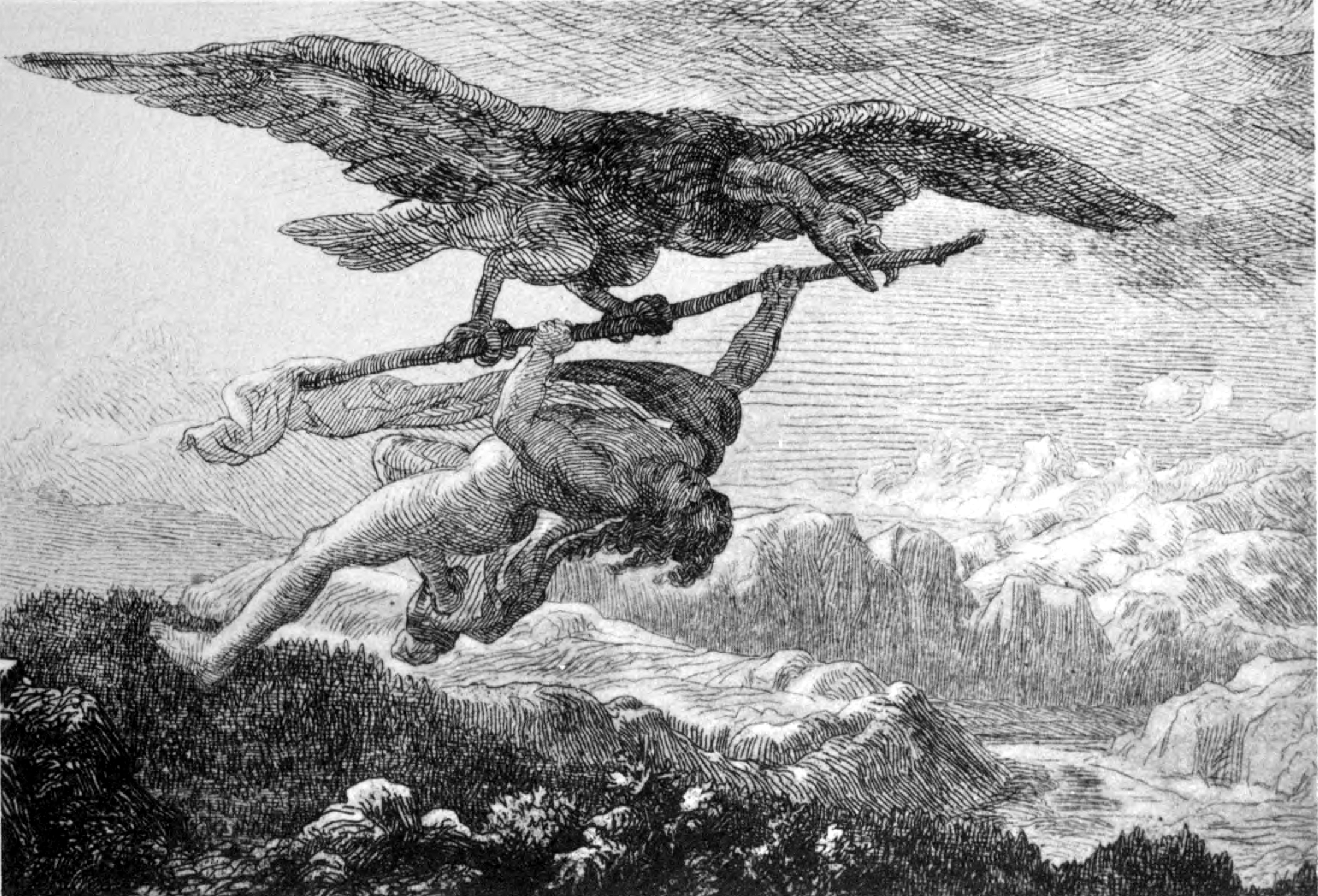
Тьяцци несёт Локи прочь, Л. Фрёлих (1906)

Вернувшись, Локи заманил богиню Идунн из Асгарда в лес, где её похищает Тьяцци в обличье орла, и уносит её в Страну Великанов. С того момента, как исчезла Идунн, асы постарели и стали слабы. Тогда они схватили Локи, пригрозив ему, и он сказал, что сам отправится искать Идунн, если Фрейя одолжит ему соколиное оперенье. Облачившись в него, он прилетел в Страну Великанов к Тьяцци: ётун в то время уплыл в море, а Идунн была одна дома. Локи превратил её в орех и принёс в Асгард. За ним полетел Тьяцци в обличье орла. В это время боги в Асгарде развели огонь, и Тьяцци попал в него, поскольку не смог остановиться; тогда асы убили великана.
У Тьяцци была дочь по имени Скади. Она пришла в Асгард с оружием мстить за отца, но боги пообещали ей выкуп. Она выбрала себе мужа среди асов, и им стал Ньёрд из Ноатуна, хотя хотела она взять в мужья Бальдра; пожелала она, чтобы асы рассмешили её, и Локи выполнил её поручение; тогда между асами и Скади был заключён мир. Тогда по условию выкупа Один взял глаза Тьяцци и, забросив на небо, сделал их двумя звёздами.

### Тьяцци в «Старшей Эдде»
Тьяцци упоминается в «Речах Гримнира» (Старшая Эдда, станс 11), когда Один рассказывает о всех существующих мирах скандинавской мифологии, называя Трюмхейм (др.-исл. Þrymheimr) как место обитания ётуна Тьяцци и его дочери Скади: 
Трюмхейм — шестой,
где некогда Тьяци
турс обитал;
там Скади жилище,
светлой богини,

в доме отцовом.
Никаких других сведений о доме Тьяцци в данной песни не приводится.

В «Песни о Харбарде» (станс 19) бог грома Тор в разговоре с Харбардом (Одином) утверждает, что именно он закинул глаза Тьяцци на небо, превратив их в звёзды, а также сообщает, что он убил Тьяцци:
Тор [сказал:]
«Я Тьяци убил,
турса могучего,
бросил глаза я
Альвальди сына
в ясное небо;
вот лучший памятник
подвигам Тора,
все видят его.

А что ты делал, Харбард?» 
В «Перебранке Локи» (станс 50) сам бог Локи заявляет о том, что он имел отношение к убийству Тьяцци:
«Если к скале меня
сына кишками
боги привяжут —
знай, что я первым
был и последним

в час гибели Тьяци».

## В других источниках

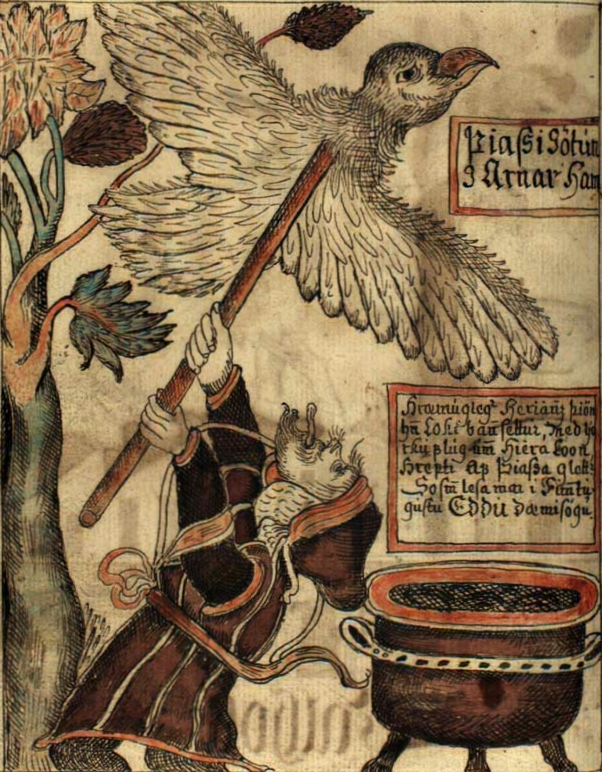
Локи поражает гигантского орла Тьяцци с помощью шеста (Хаустлёнг)

В «Песни о Хюндле» и «Кратком Прорицании вёльвы» Тьяцци описывается как великан, который называется жадным к сокровищам и любящим стрелять. В песни также упоминается о Скади как о дочери Тьяцци:
Бальдра отец
был наследником Бура,
Фрейр в жены взял Герд,
Гюмира дочь,
ётуна родом,
жена его Аурбода;
Тьяци их родич,
к сокровищам жадный,
дочерью Тьяци

Скади была.
Также сюжет о похищении Тьяцци богини Идунн приводится в скальдической поэме «Хаустлёнг» (др.-исл. Haustlǫng или Haustlöng). Эта поэма представляет собой описание мифологических изображений на щите. Сохранилось 20 строф этой поэмы, богатой кеннингами, трудно поддающимися переводу или даже вообще непонятными. Непонятно, в частности, само название поэмы (Haustlǫng), которое обычно переводится как «В течение осени».

## Интерпретация звёзд в мифе о Тьяцци
Невозможно однозначно сказать о том, какими именно звёздами стали глаза Тьяцци. Большинство учёных и исследователей сходятся во мнении о том, что это были звёзды Кастор (Castor, Альфа Близнецов) и Поллукс (Pollux, Бета Близнецов) в созвездии Близнецов, которое высоко восходит в середине зимы, выше и левее созвездия Орион, где, предположительно, располагалась звезда, известная как Палец Аурвандиля. Кастор и Поллукс являются наиболее яркими звёздами в созвездии Близнецы. Отмечается, что, возможно, история о возникновении звезды Аурвандиля из его пальца была написана С. Стурлусоном на основе рассказа о звёздах, возникших из глаз Тьяцци, либо дополнена сюжетными мотивами рассказа о Тьяцци. В любом случае, космология и астрология древних скандинавов была на более высоком уровне развития, чем полагают, что подтверждают данные о наименованиях многочисленных звёзд и созвездий, которые нередко использовались в морской навигации.

## В современной культуре
- Один из спутников Сатурна, Тьяцци, 24 августа 2022 года был назван в честь ётуна из древнескандинавской мифологии[11].